# Koshigaya
Koshigaya (越谷市, Koshigaya-shi) est une ville située dans la préfecture de Saitama, au Japon.

## Géographie

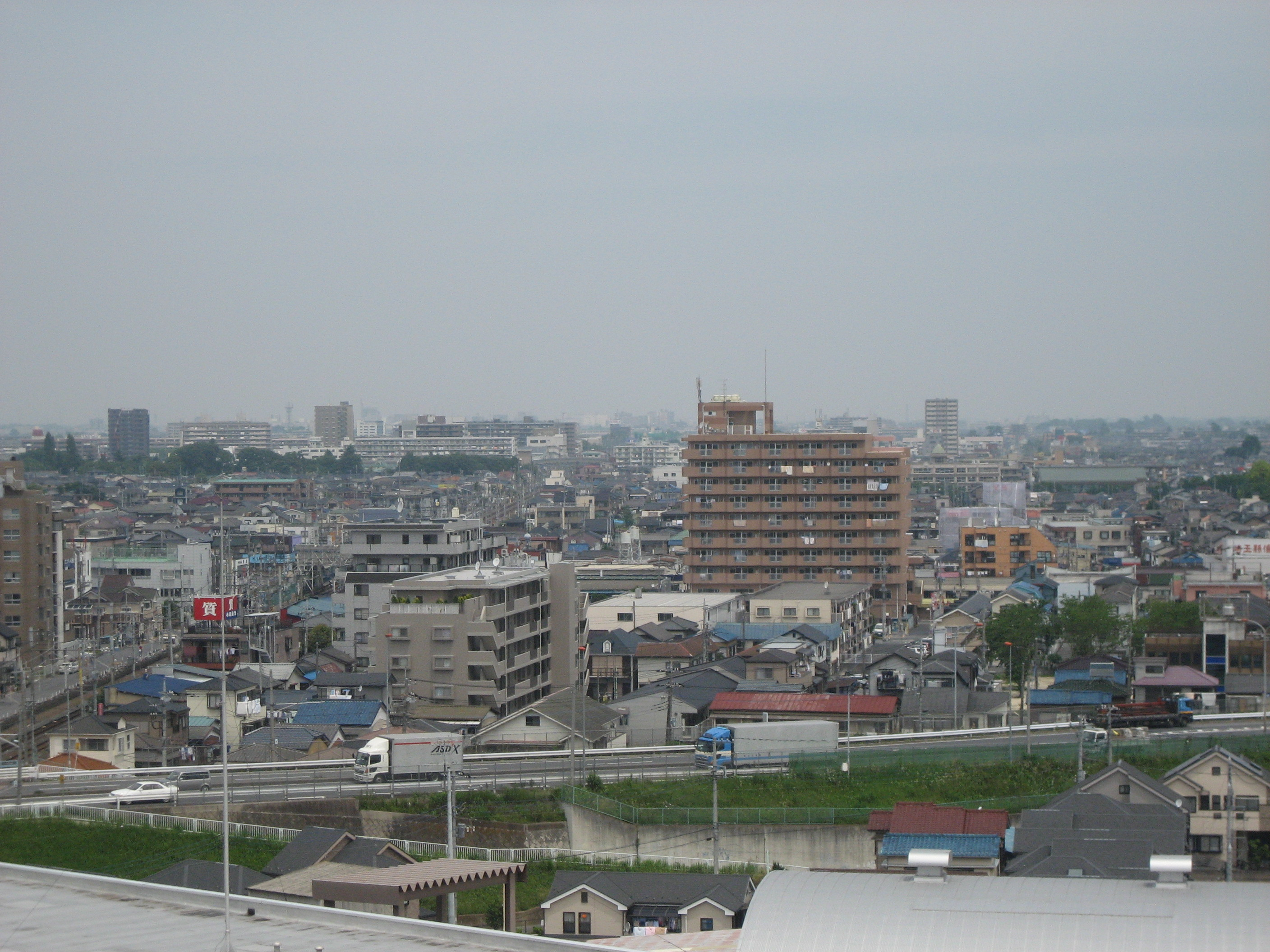
Vue sur Koshigaya.

### Situation
Koshigaya est située dans le sud-est de la préfecture de Saitama.

### Démographie
En avril 2020, la population de Koshigaya s'élevait à 344 682 habitants, répartis sur une superficie de 60,24 km2.

## Histoire
Le bourg moderne de Koshigaya a été fondé 1er avril 1889. Koshigaya obtient le statut de ville le 3 novembre 1958, de ville spéciale le 1er avril 2003 et de ville noyau le 1er avril 2015.

## Éducation
L'université Bunkyō, un établissement universitaire privé, se situe à Koshigaya.

## Transports
Ōta est desservie par les lignes ferroviaires Skytree et Musashino. Les principales gares sont celles de Koshigaya, Sengen-dai, Shin-Koshigaya et Minami-Koshigaya.

## Jumelages
Koshigaya est jumelée avec la ville de Campbelltown (Nouvelle-Galles du Sud, Australie).

## Symboles municipaux
L'oiseau symbole de Koshigaya est le shirakobato, ou petit pigeon blanc, et sa fleur symbole le chrysanthème.

## Personnalité liée à la municipalité
- Yasue Funayama (née en 1966), membre de la Chambre des conseillers du Japon